# Мониторинг социальных сетей
Монито́ринг социа́льных сете́й или монито́ринг соцме́диа (англ. Social media measurement) — ручной или автоматический поиск упоминаний по определенной тематике в социальных сетях и блогах, а также дальнейшая обработка и анализ собранных данных.
Современные системы мониторинга используют потоковую обработку данных, лингвистические и математические алгоритмы, big data аналитику. Такие сервисы позволяют анализировать упоминания в соцмедиа в режиме реального времени, определять тональности упоминаний, измерять уровень вовлеченности пользователей, влиятельность площадок и другие показатели. 

## Сбор данных
Данные для анализа собираются в открытых источниках. Мониторинг охватывает посты отдельных пользователей и сообществ, комментарии, упоминания. На данный момент, помимо анализа текстовых упоминаний, некоторые системы мониторинга могут также анализировать визуальный контекст сообщения — распознавать объекты или логотипы на фотографиях. 
Российские системы мониторинга обрабатывают данные из следующих источников:
- Соцсети: Facebook, ВКонтакте, Одноклассники, Instagram, Twitter, YouTube
- Мессенджеры
- Блоги и микроблоги
- Форумы
- Сайты отзывов

## Виды мониторинга социальных сетей

### Автоматический мониторинг
Проводится с использованием специальных программ и сервисов, позволяющих автоматизировать процесс сбора выборки и её интерпретации. Сбор данных осуществляется на базе заранее составленного аналитиком поискового запроса, анализ полученной информации так же производится по заданным программой критериям.
С помощью автоматических систем мониторинга можно максимально быстро обработать большие объемы данных.

### Ручной мониторинг
Неавтоматизированный сбор и интерпретация данных. Ручной мониторинг тоже подразумевает использование специальных инструментов или программных решений в процессе сбора информации, однако каждый поисковый запрос обрабатывает и анализирует специалист, а не система.
Данный способ является более трудозатратным и для него необходимы высококвалифицированные специалисты, однако ручной поиск становится необходим, когда качественная составляющая анализа преобладает над количественной или поиск является разведывательным.

## Задачи мониторинга социальных сетей[4]
- Обнаружение и отработка негатива
- Анализ конкурентов
- Оценка эффективности продвижения
- Получение обратной связи
- Поиск тематических дискуссий и инфоповодов

## Области применения

### Коммерческие компании
Мониторинг социальных сетей помогает определять общую видимость и обсуждение бренда в соцсетях, оценивать эффективность коммуникационных кампаний, находить новые пути взаимодействия с аудиторией, отслеживать и предотвращать возможные кризисы. Ряд сервисов предоставляет отдельные наборы инструментов мониторинга для SMM и для PR.

### Государственный сектор
Мониторинг социальных сетей может также применяться общественными организациями и государственными учреждениями. В государственном секторе системы мониторинга могут использоваться как на постоянной основе — для регулярного мониторинга, — так и в рамках временных мероприятий, например, предвыборных кампаний. Мониторинг позволяет в режиме реального времени отслеживать дискуссии, общественные настроения и уровень социальной напряженности в социальных медиа, анализировать возможные репутационные риски.

## Русскоязычные сервисы мониторинга соцсетей
- Медиалогия
- Brand Analytics
- SemanticForce
- IQBuzz
- YouScan
- Крибрум

- Интегрум